# St-Arbogast (Bourgheim)

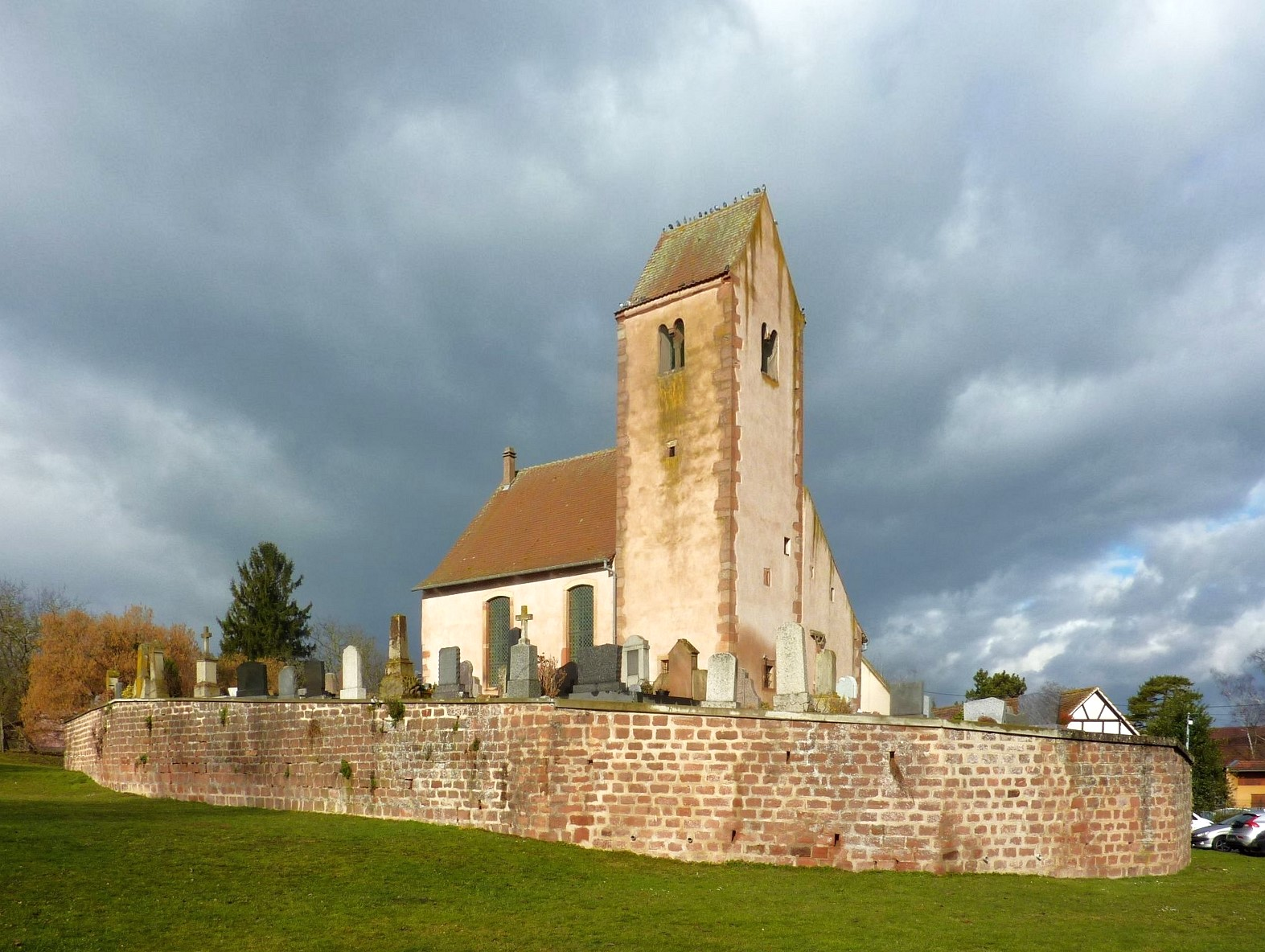
Kirche St-Arbogast

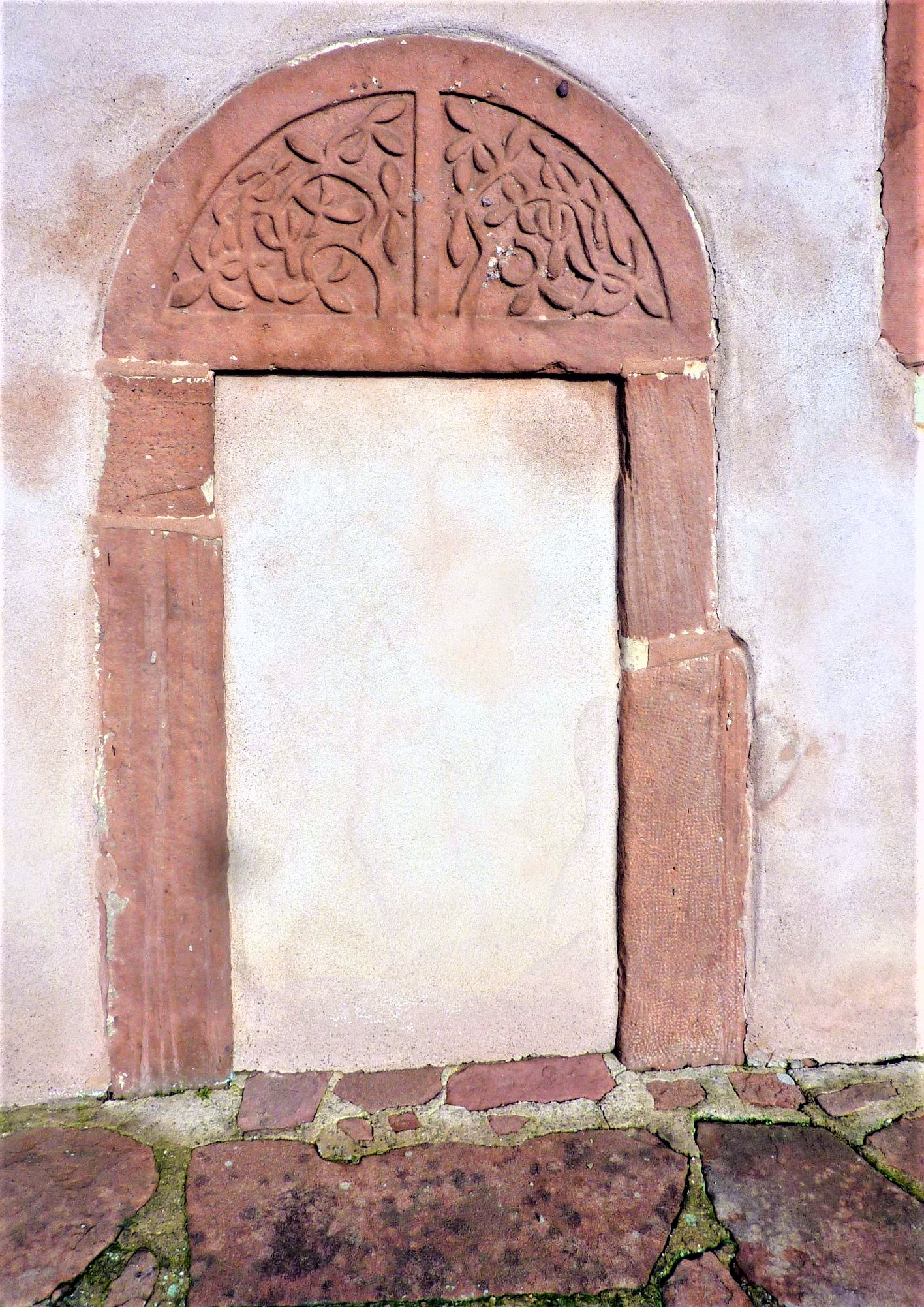
Romanisches Tympanon in der Südwand des Schiffs

St-Arbogast ist ein Kirchengebäude der lutherischen Protestantischen Kirche Augsburgischen Bekenntnisses von Elsass und Lothringen in Bourgheim im Département Bas-Rhin in Frankreich. Die nach dem heiligen Arbogast von Straßburg benannte Kirche ist seit 1986 eingetragen im Verzeichnis des kulturellen Erbes in Frankreich.

## Geschichte
St-Arbogast ist eine im Kern romanische Chorturmkirche, deren Entstehung in das 12. Jahrhundert datiert wird. Der Kunsthistoriker Walter Hotz geht sogar von einer Entstehung im 11. Jahrhundert aus. Sie steht, umgeben vom Friedhof, auf einer künstlich aufgeschütteten ummauerten Anhöhe, die aus der Römerzeit stammen soll. Die erste urkundliche Erwähnung erfolgte 1371. 

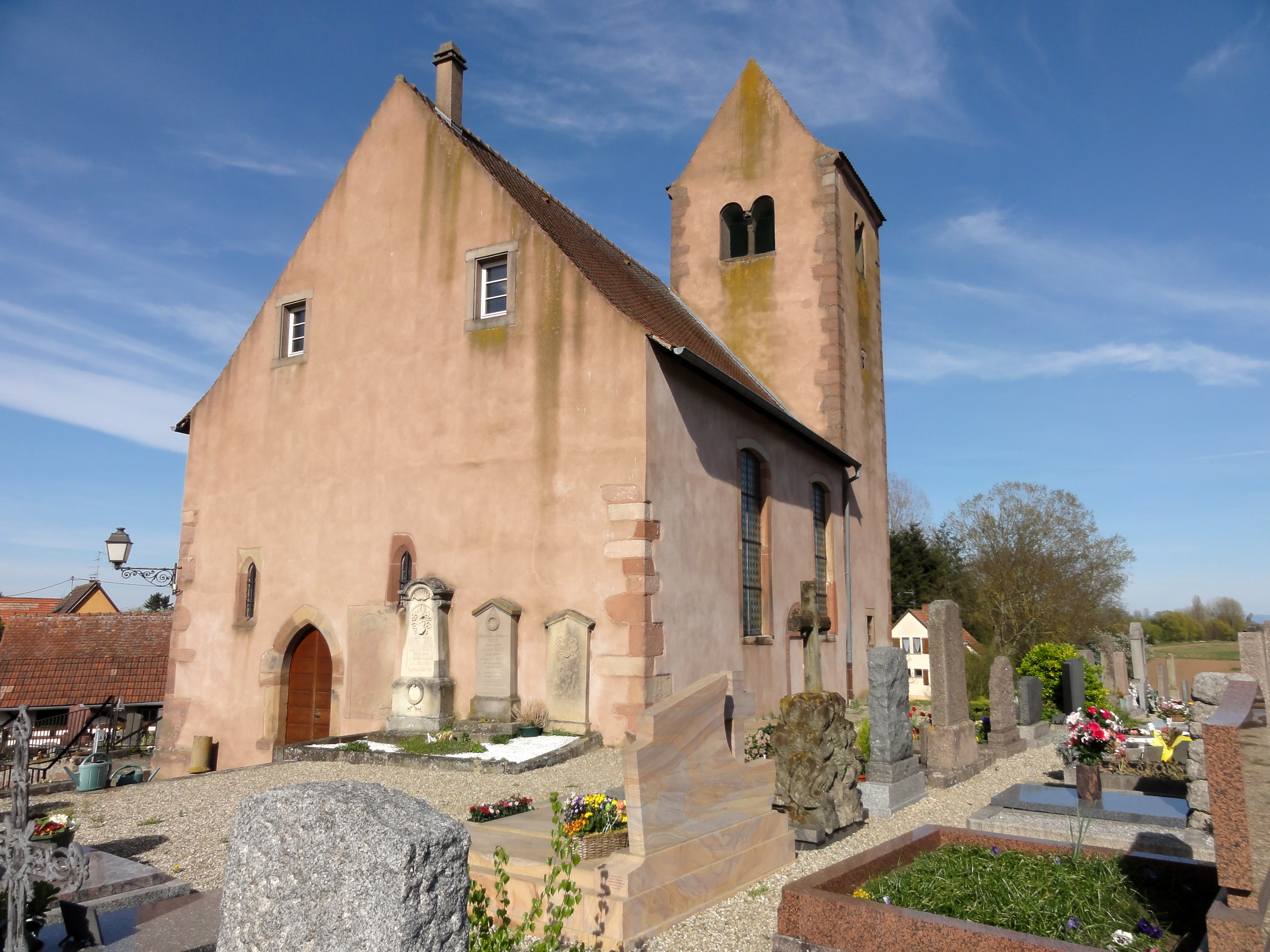
Gotisches Portal und Lanzettfenster in der Nordhälfte der Westwand
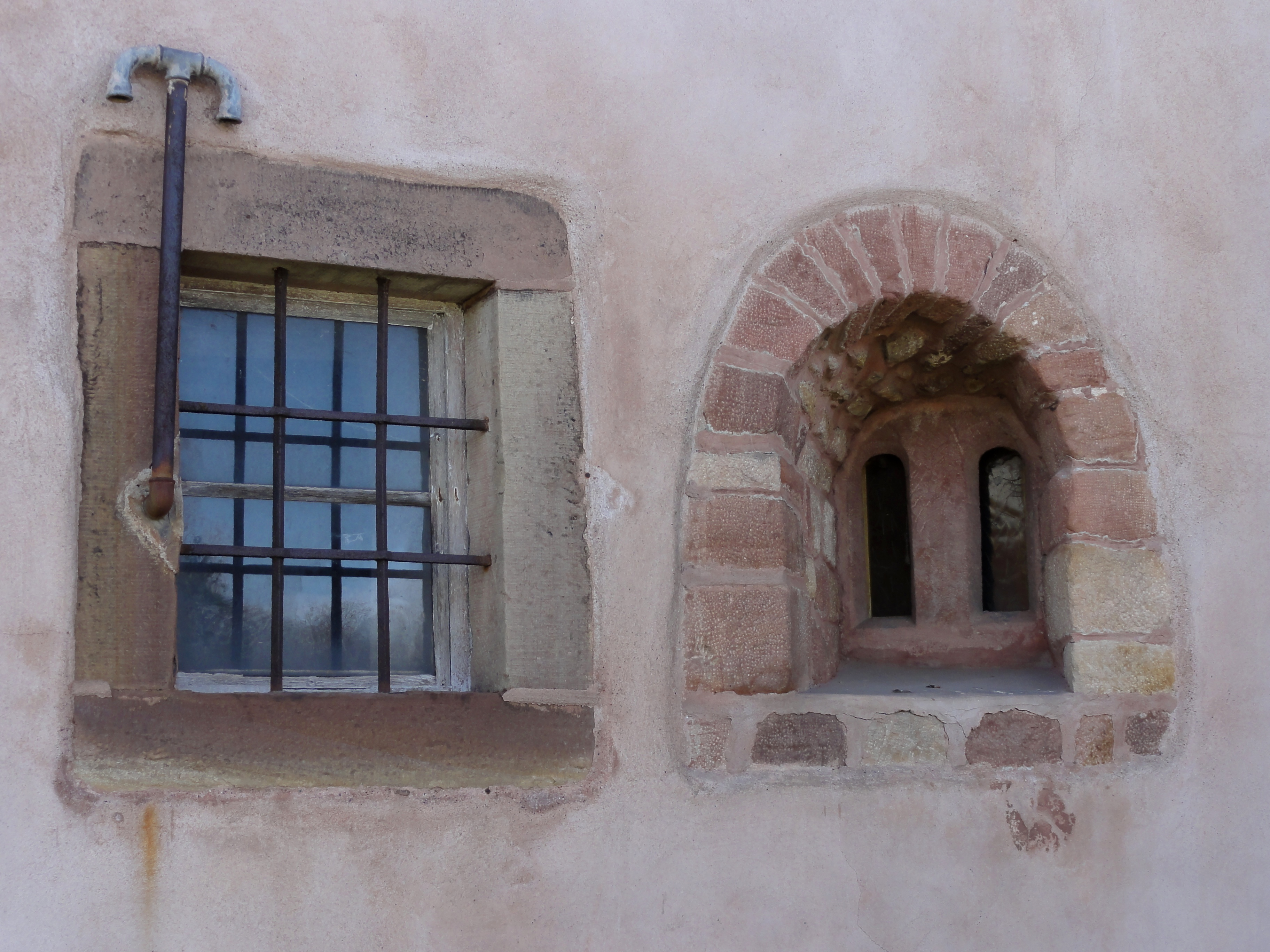
Koppelfenster in der Nordhälfte des Turms – von innen mittig hinter dem Chorbogen

Im Jahr 1554 wurde an der Kirche die Reformation eingeführt. 1688 wurde auf Anordnung der französischen Regierung ein Simultaneum von Lutheranern und Katholiken eingerichtet. Noch heute steht der Chorraum im  Turm dem römisch-katholischen Gottesdienst zur Verfügung. Das Langhaus erhielt seine Gestalt im Jahr 1740. 
In der Südwand befindet sich ein vermauertes Portal mit einem romanischen Tympanon, den Baum des Lebens darstellend. Der Grundriss hat ein paar Besonderheiten: In der Nordhälfte der Westwand befinden sich ein Spitzbogenportal und zwei gotische Lanzettfenster. Demgegenüber steht der Chorturm am östlichen Ende völlig südlich des Dachfirstes. Chorbogen und Hauptaltar befinden sich in der Nordhälfte dieses Turms.